# Референдум по автономии Французского Того (1956)
Референдум по автономии Французского Того проходил 28 октября 1956 года. После Первой мировой войны Французское Того было мандатной территорией Лиги Наций (позже ООН) под контролем Франции. Референдум предлагал жителям остаться мандатной территорией ООН либо стать автономией в составе Французского Союза. В результате 93% избирателей высказались в пользу автономии в рамках Французского Союза, явка составила 77,3%. Однако Генеральная ассамблея ООН отклонила референдум, так как в нём отсутствовала опция о независимости, и Того осталось мандатной территорией ООН. В том же году прошёл также референдум в соседнем Британском Того, в результате которого оно вошло в состав Ганы.

## Результаты
| Выбор                                 | Голоса  | %     |
| ------------------------------------- | ------- | ----- |
| Автономия в рамках Французского Союза | 313 458 | 93,35 |
| Мандатная территория ООН              | 22 320  | 6,65  |
| Недействительных/пустых бюллетеней    | 3 003   | –     |
| Всего                                 | 338 781 | 100   |
| Зарегистрированных избирателей/Явка   | 438 175 | 77,32 |
| Источник: African Elections Database  |         |       |